# Choe Pu-il
Choe Pu-il (최부일, nascido 06 de marco de 1944) foi um general norte-coreano que foi chefe do Ministério da Segurança do Povo da Coreia do Norte .
Em abril de 1992, ele foi promovido a major-general e, em outubro de 1995, a general.
Depois de servir como Vice-Chefe do Estado-Maior da Forças Armadas da Coreia do Norte, passou a ser o Primeiro Vice-Chefe de Gabinete e Chefe de Operações do Estado Maior Geral.
Em setembro de 2010, por decisão tomada na 3ª Conferência do Partido dos Trabalhadores da Coréia, passou a integrar a Comissão Militar Central do Partido. No mesmo mês, juntamente com Kim Jong-un, Kim Kyong-hui, Choe Ryong-hae e Hyon Yong-chol, foi promovido a General do Exército.
Em abril de 2012, era o comandante na cerimônia onde Kim Jong-un fez seu primeiro discurso.
Em fevereiro de 2013, foi nomeado Ministro da Segurança Popular por Kim Jong-un.
No dia 31 de março de 2013, foi eleito como candidato para a reunião plenária do Comitê Central e, depois, passou a integrar a Comissão de Defesa Nacional.
No dia 09 de março de 2014, foi eleito para integrar a Assembleia Popular Suprema.
No dia 17 de maio de 2014, segundo algumas fontes, juntamente com outros altos funcionários do governo, visitou o local de um arranha-céu que desabou na região de Pyongyang, onde se desculpou com os familiares e residentes enlutados.
Em dezembro de 2014, foi confirmado que havia sido rebaixado a Major General, mas, em outubro de 2015, foi confirmado que foi novamente promovido ao posto de General.
Em julho de 2016, ele foi colocado sob sanções do governo dos Estados Unidos. 
Em fevereiro de 2020, ele foi substituído, no cargo de Ministro da Segurança Popular, por Kim Jong-ho. 
No dia 20 de agosto de 2020, foi relatado que ele agora está encarregado de cuidar dos assuntos militares do Comitê Central do Partido dos Trabalhadores da Coréia.